# 新しい土地
『新しい土地』（原題：Nieuwe gronden）は、1933年公開のオランダのドキュメンタリー映画。監督はヨリス・イヴェンス。
ゾイデル海の干拓事業を扱った第一部と第二部は技術の勝利の総集編であったが、結論である第三部では大恐慌が起きたため、社会の矛盾にカメラが向けられている。オランダ官憲と衝突したヨリスは、この作品以降、オランダ以外で仕事の場を見出すようになる。

## スタッフ
- 監督：ヨリス・イヴェンス
- 撮影：ヨリス・イヴェンス、ヨープ・ハウスケン、ヘレン・ファン・ドンゲン、ション・フェルンアウト、エリ・ロタール
- 編集：ヨリス・イヴェンス、ヘレン・ファン・ドンゲン
- 音楽：ハンス・アイスラー
- バラード作詞作曲：ジュリアン・アレント、エルンスト・ブッシュ
- ナレーション：ヨリス・イヴェンス
- 製作会社：CAPIアムステルダム

## 制作
1930年にゾイデル海における建設のエピソードを撮影した映画『Zuiderzee』の素材を使い、追加撮影を行って作られたのが本作である。本作においては、ハンス・アイスラーの音楽と、集約された編集スタイルで、政治的なメッセージが込められた。